# Norteño-sax
Le norteño-sax (ou norteño con sax) est un sous-genre de la musique régionale mexicaine. Il utilise le saxophone alto comme instrument principal, ainsi que des instruments traditionnels tels que le chant, l'accordéon, la basse électrique et la batterie.

## Caractéristiques
Le genre émerge à Monterrey, Nuevo León, et au fil des ans, sa popularité s'étend à plusieurs autres régions du Mexique et, plus tard, aux États-Unis. Plusieurs artistes des années 2020 incorporent des éléments modernes dans leur musique en termes d'instrumentation et de paroles, sans pour autant abandonner leurs racines traditionnelles. Les styles de chansons interprétés dans le norteño-sax comprennent les rancheras, les corridos, les cumbias, les charangas, les boléros, les ballades, les huapangos, les polkas, les valses, les mazurkas, les chotises et les redovas.
Parmi les artistes représentatifs du norteño-sax, on peut citer Eulalio González « El Piporro », Lorenzo de Monteclaro, le Conjunto Primavera, Los Rieleros del Norte, Polo Urías y su Máquina Norteña, Kikín y Los Astros, La Maquinaria Norteña, La Fiera de Ojinaga, La Energía Norteña, Los Pescadores del Río Conchos, La Zenda Norteña, Los Primos del Este, entre autres.